# Liste der Kulturdenkmale in Seifersdorf (Roßwein)
In der Liste der Kulturdenkmale in Seifersbach sind die Kulturdenkmale des Roßweiner Ortsteils Seifersbach verzeichnet, die bis März 2024 vom Landesamt für Denkmalpflege Sachsen erfasst wurden (ohne archäologische Kulturdenkmale). Die Anmerkungen sind zu beachten.
Diese Aufzählung ist eine Teilmenge der Liste der Kulturdenkmale in Roßwein.

## Seifersbach
| Bild                                    | Bezeichnung                                                       | Lage                         | Datierung | Beschreibung | ID       |
| --------------------------------------- | ----------------------------------------------------------------- | ---------------------------- | --- | --- | -------- |
| Direkt Bild zu diesem Denkmal hochladen | Wegestein                                                         | (Flurstück 125) (Karte)      | 19. Jahrhundert | Verkehrsgeschichtlich bedeutsames Zeugnis | 09205797 |
| Direkt Bild zu diesem Denkmal hochladen | Gedenkplatte für die Gefallenen des Ersten Weltkrieges            | Seifersdorf (Karte)          | Nach 1918 | Kleine Denkmalanlage mit Gedenkstein von ortsgeschichtlicher Bedeutung. Gedenkplatte (hochrechteckig) mit Verdachung, Relief mit Helm, Namen der Gefallenen. | 09205869 |
| Direkt Bild zu diesem Denkmal hochladen | Spritzenhaus                                                      | Seifersdorf (Karte)          | 1. Hälfte 19. Jahrhundert | Kleiner zeittypischer Ziegelbau von ortsgeschichtlicher Bedeutung. Satteldach, Segmentbogeneinfahrt und Fenster, original erhalten. | 09205868 |
| Direkt Bild zu diesem Denkmal hochladen | Wohnhaus (Herrenhaus) eines Bauerngutes                           | Seifersdorf 1 (Karte)        | Um 1900 | Ortsgeschichtlich bedeutsam als Wohnhaus der großen Gutsanlage von Seifersdorf, Putzbau in gutem Originalzustand. Zweigeschossiger Putzbau, profilierte Fenstergewände (Sandstein), Risalit mit Dreiecksgiebel und Zierfachwerk, neue Dachdeckung, vorwiegend neue Fenster, Eckrustizierung noch in Putzresten vorhanden, Haus wurde nicht denkmalgerecht saniert, beispielsweise blieb die ursprüngliche Fassadengliederung nicht erhalten, der Eingangsvorbau wurde vereinfacht, Putzstrukturen blieben nicht erhalten, die Eckquaderung ist aufgemalt, Kunststofffenster wurden eingesetzt. | 09205802 |
| Direkt Bild zu diesem Denkmal hochladen | Häusleranwesen                                                    | Seifersdorf 3 (Karte)        | 1. Hälfte 18. Jahrhundert | Vermutlich sehr altes Fachwerkhaus (verkleidet bzw. verputztes Fachwerk im Obergeschoss) von haus- und ortsgeschichtlicher Bedeutung. Erdgeschoss: Fenster sind zum Teil vergrößert, Obergeschoss: Fachwerk intakt, zur Straße hin verputzt, Erdgeschoss massiv. | 09205862 |
| Direkt Bild zu diesem Denkmal hochladen | Scheune eines Zweiseithofes                                       | Seifersdorf 4 (Karte)        | Um 1875 | Traditionelle Fachwerkscheune in authentischem Zustand, regionalgeschichtlich und ortsbildprägend von Wert. Fachwerk liegt nur zur Hofseite frei, ist ansonsten verkleidet, Schopfwalmdach, neue Dachdeckung. | 09205791 |
| Direkt Bild zu diesem Denkmal hochladen | Wohnstallhaus, zwei Seitengebäude und Scheune eines Vierseithofes | Seifersdorf 10 (Karte)       | 17. Jahrhundert (1. Seitengebäude); 1. Hälfte 19. Jahrhundert (Wohnstallhaus); Ende 19. Jahrhundert (2. Seitengebäude und Scheune) | Als geschlossen erhaltener Vierseithof von regionalgeschichtlicher und ortsbildprägender Bedeutung, weitgehend in originalem Erhaltungszustand, hausgeschichtlich bemerkenswertes Seitengebäude im Süden des Hofes. - Seitengebäude: Lehmgefache mit Holzstaken, Fachwerk wird zurzeit mit Wellblech verkleidet, zur Dorfstraße Erd- und Obergeschoss in Fachwerk mit Kopfstreben - Wohnstallhaus: Erdgeschoss überformt, Fachwerkobergeschoss - Scheune: Fachwerk verbrettert | 09205877 |
| Direkt Bild zu diesem Denkmal hochladen | Scheune und Seitengebäude eines Dreiseithofes                     | Seifersdorf 19 (Karte)       | 2. Hälfte 19. Jahrhundert | Weitestgehend originale Fachwerkbauten von regionalgeschichtlichem Wert, ortsbildprägend an der Dorfstraße gelegen. - Seitengebäude: zweigeschossig, Erdgeschoss neue Garage, massiv, Obergeschoss Fachwerk - Scheune: Giebelwand in Bruchstein, Hofseite in Fachwerk | 09205865 |
| Direkt Bild zu diesem Denkmal hochladen | Seitengebäude eines Vierseithofes                                 | Seifersdorf 20 (Karte)       | Mitte 19. Jahrhundert | Trotz Überformungen baugeschichtlich bemerkenswertes Seitengebäude aufgrund der original erhaltenen Kumthalle, Pferdestall mit Gewölbe. Zweigeschossig, Erdgeschoss massiv, Kumthalle mit Pfeiler und zwei Segmentbögen, Obergeschoss mit Fachwerk (verkleidet). | 09205867 |
| Direkt Bild zu diesem Denkmal hochladen | Scheune und Seitengebäude eines Dreiseithofes                     | Seifersdorf 31 (Karte)       | 2. Hälfte 19. Jahrhundert (Seitengebäude); 1895 (Scheune)                                                                          | Sehr gut erhaltene ländliche Bauten, von bau- und sozialgeschichtlichem Wert. - Seitengebäude: zweigeschossig, Erdgeschoss massiv, Fachwerkobergeschoss, Dachhäuschen - Scheune: Fachwerk | 09205860 |
| Direkt Bild zu diesem Denkmal hochladen | Zwei Scheunen und ein Seitengebäude eines Vierseithofes           | Seifersdorf 36a, 36c (Karte) | 1. Hälfte 18. Jahrhundert (südliche Scheune); 1. Hälfte 19. Jahrhundert (Seitengebäude); Mitte 19. Jahrhundert (östliche Scheune)  | In seiner Geschlossenheit bemerkenswerter Vierseithof von ortsbildprägender Qualität, guter Originalzustand, Zeugnis ländlicher Lebens- und Arbeitsweise, von bau- und sozialgeschichtlicher Bedeutung. - Wohnstallhaus: überformt - 1. Fachwerkscheune: neue Dachdeckung, zum Teil massiv - Seitengebäude: Erdgeschoss massiv, Obergeschoss Fachwerk, Schopfwalmdach (Dachpappe) - 2. Scheune: Fachwerkkonstruktion, Schieferdeckung | 09205808 |
| Direkt Bild zu diesem Denkmal hochladen | Ehemaliges Wohnstallhaus eines Vierseithofes                      | Seifersdorf 37 (Karte)       | Um 1820 | Zeittypisches, ländliches Fachwerkgebäude von baugeschichtlichem Wert. Giebel in Fachwerk, Erdgeschoss überformt, zum Teil massiv ausgemauert, zweiriegeliges Fachwerk. Rest des Hofes ist nicht denkmalwürdig. | 09205807 |
| Direkt Bild zu diesem Denkmal hochladen | Seitengebäude und Scheune eines Dreiseithofes                     | Seifersdorf 54 (Karte)       | 2. Hälfte 19. Jahrhundert | Ortsbildprägende Fachwerkgebäude in gutem Originalzustand, von bau- und sozialgeschichtlichem Wert. Wohnstallhaus überformt, Scheune in Fachwerkkonstruktion, neue Dachdeckung, Seitengebäude: Erdgeschoss massiv mit Überformungen (Garage), Obergeschoss in Fachwerkkonstruktion, Giebelseite verkleidet, neue Dachdeckung. | 09205813 |
| Weitere Bilder                          | Kamelie (Wolfstaler Kamelie, Roßweiner Kamelie)                   | Wolfstal 47 (Karte)          | Um 1850 | Als Produkt gärtnerischer Züchtung von besonderer kulturhistorischer und gärtnerischer Bedeutung, von Denkmalwürdigkeit durch ihre Seltenheit und das hohe Alter | 09206035 |

## Tabellenlegende
- Bild: Bild des Kulturdenkmals, ggf. zusätzlich mit einem Link zu weiteren Fotos des Kulturdenkmals im Medienarchiv Wikimedia Commons. Wenn man auf das Kamerasymbol klickt, können Fotos zu Kulturdenkmalen aus dieser Liste hochgeladen werden:
- Bezeichnung: Denkmalgeschützte Objekte und ggf. Bauwerksname des Kulturdenkmals
- Lage: Straßenname und Hausnummer oder Flurstücknummer des Kulturdenkmals. Die Grundsortierung der Liste erfolgt nach dieser Adresse. Der Link (Karte) führt zu verschiedenen Kartendiensten mit der Position des Kulturdenkmals. Fehlt dieser Link, wurden die Koordinaten noch nicht eingetragen. Sind diese bekannt, können sie über ein Tool mit einer Kartenansicht einfach nachgetragen werden. In dieser Kartenansicht sind Kulturdenkmale ohne Koordinaten mit einem roten bzw. orangen Marker dargestellt und können durch Verschieben auf die richtige Position in der Karte mit Koordinaten versehen werden. Kulturdenkmale ohne Bild sind an einem blauen bzw. roten Marker erkennbar.
- Datierung: Baubeginn, Fertigstellung, Datum der Erstnennung oder grobe zeitliche Einordnung entsprechend des Eintrags in der sächsischen Denkmaldatenbank
- Beschreibung: Kurzcharakteristik des Kulturdenkmals entsprechend des Eintrags in der sächsischen Denkmaldatenbank, ggf. ergänzt durch die dort nur selten veröffentlichten Erfassungstexte oder zusätzliche Informationen
- ID: Vom Landesamt für Denkmalpflege Sachsen vergebene, das Kulturdenkmal eindeutig identifizierende Objekt-Nummer. Der Link führt zum PDF-Denkmaldokument des Landesamtes für Denkmalpflege Sachsen. Bei ehemaligen Kulturdenkmalen können die Objektnummern unbekannt sein und deshalb fehlen bzw. die Links von aus der Datenbank entfernten Objektnummern ins Leere führen. Ein ggf. vorhandenes Icon  führt zu den Angaben des Kulturdenkmals bei Wikidata.